# 175726 Borda
175726 Borda este un asteroid din centura principală de asteroizi.

## Descriere
175726 Borda este un asteroid din centura principală de asteroizi. A fost descoperit pe 29 august 1997 la Dax de P. Dupouy și F. Marechal. Asteroidul prezintă o orbită caracterizată de o semiaxă mare de 2,58 ua, o excentricitate de 0,20 și o înclinație de 3,3° în raport cu ecliptica.